# 産卵低下症候群-1976
産卵低下症候群-1976（さんらんていかしょうこうぐん-1976、英:egg drop syndrome-1976）とはアヒルアタデノウイルスA（産卵低下症候群-1976ウイルスとも）感染を原因とする鳥類の感染症。アヒルアタデノウイルスAはアデノウイルス科アタデノウイルス属（Atadenovirus）に属するDNAウイルスであり、ニワトリ、アヒル、ガチョウを宿主とする。介卵感染を起こし、稀に水平感染する。産卵低下と卵殻異常卵の産出を認める。病理学的には卵管子宮部粘膜ヒダの水腫性肥厚、上皮細胞に好塩基性核内封入体を認める。予防には不活化ワクチンが使用されることがある。